# Mason (familia)

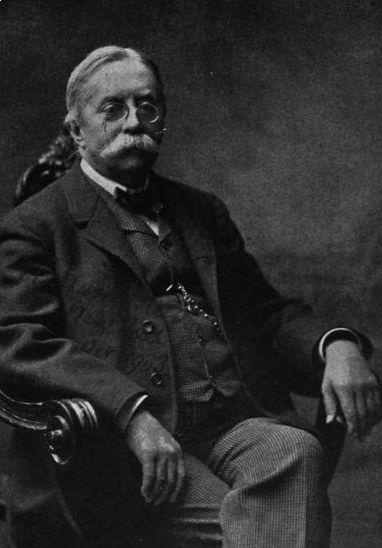
William Mason.

Los Mason fueron miembros de una familia estadounidense dedicada a la música a fines del siglo XVIII y durante el siglo XIX. 
Lowell Mason fue una figura destacada en la música sacra norteamericana. Sus hijos William y Henry también tuvieron una trayectoria destacada.
William Mason (1829 - 1908) fue compositor y pianista. Fue el primer estudiante de piano norteamericano en estudiar en Europa con Franz Liszt y Ignaz Moscheles.
Henry Mason fue uno de los fundadores de la empresa fabricante de pianos Mason and Hamlin.